# Феденко Панас Васильович
Пана́с Васи́льович Феде́нко  (13 грудня 1893, Веселі Терни — 10 вересня 1981, Мюнхен) — український політичний діяч, історик, публіцист. Член Української соціал-демократичної робітничої партії (УСДРП), член Української Центральної Ради (УЦР) і Трудового конгресу України. З 1921 р. в еміграції в Польщі, Празі та Мюнхені. Працював професором в Українському Вільному Університеті (УВУ).

## Ранні роки
Панас Васильович Феденко народився 13 грудня 1893 року в багатодітній селянській родині, де був дев'ятою дитиною в сім'ї. Родина Феденків (вихідці з села Бокової) до певного часу проживала на хуторі біля села Веселі Терни (тепер у складі Кривого Рогу), що на Катеринославщині (тепер Дніпропетровська область). Для того, щоб діти змогли мати гарну освіту, батьки згодом вирішують переїхати до села Веселі Терни, де було дві школи. Навчаючись, Панас Феденко показав себе старанним і здібним до науки учнем, і тому за порадою вчителів батько переводить його навчатися до гімназії у місто Олександрія, яку він успішно закінчує в 1913 році. В тому ж році він стає студентом Історико-філологічного інституту в Петербурзі. Мріяв бути шкільним вчителем української мови та історії в рідних Веселих Тернах. З 1 вересня 1917 р. в.о. вчителя Весело-Тернівського вищого початкового училища. У зв'язку з початком революції не зміг скласти випускні іспити в Петрограді і доучувався у Ніжинському Історико-філологічному інституті.

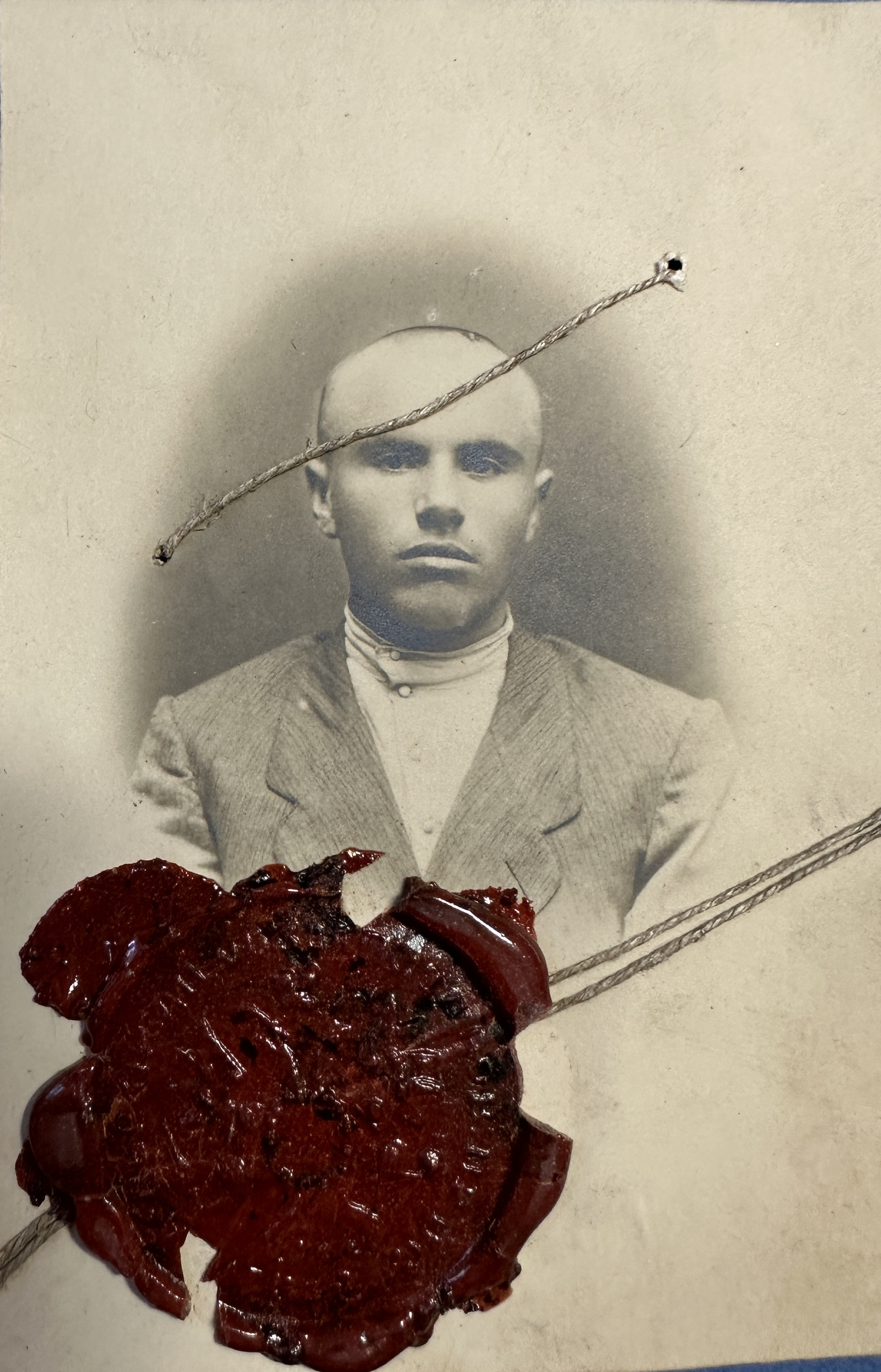
Панас Феденко в студентські роки

## Студентські роки; погляди
Розвиток соціалістичних ідей, які набули поширення на початку XX століття, відіграв значну роль і в становленні світогляду Феденка. У 1915 році в Петербурзі він вступає до лав Української соціал-демократичної робітничої партії (УСДРП), яка до лютого 1917 року діяла нелегально. Водночас він усе більше сил віддає журналістиці. Панас Феденко пише цілий ряд статей на політичні теми, стає співробітником журналів «Наше життя» та «Украинская Жизнь» (перший видавався Володимиром Винниченком, а другий — Симоном Петлюрою у Москві).Після Лютневої революції 1917 року та падіння самодержавства Панас Феденко повертається в Україну на рідну Катеринославщину. На батьківщині він розпочинає разом із своїми однодумцями працювати над втіленням своєї давньої мрії — створенням першої української гімназії у Веселих Тернах. Після її створення деякий час Панас Феденко викладає в ній українську мову і літературу та історію.

## Участь в Українській Центральній Раді
Через деякий час Панас Феденко був призначений Українською Центральною Радою уповноваженим інструктором з питань політичної освіти та організації мас у Верхньодніпровському повіті Катеринославської губернії. На селянському з'їзді цього повіту його обирають делегатом до Української Центральної Ради, в якій він пропрацював до квітневого перевороту 1918 року в Києві (тобто до приходу до влади гетьмана Павла Скоропадського).
Активна політична робота змусила його переїхати до Катеринослава, де, як член Центрального комітету Української соціал-демократичної робітничої партії (УСДРП) (з 1919), він бере участь в роботі друкованого органу партії — «Наша справа». Ця робота зближує його із Ісааком Мазепою, який став його другом на все життя і дослідженню життєпису якого Панас Феденко присвятив монографію. Одночасно він займається викладацькою роботою в Учительському інституті в Катеринославі.
У січні 1919 року Панаса Феденка та Ісаака Мазепу обирають делегатами VI з'їзду УСДРП та Трудового конгресу України, що проходили в Києві. Панас Феденко стає автором резолюцій, покладених в основу «Закону про владу» та Універсалу Трудового конгресу, який затверджував злуку Української Народної Республіки (УНР) та Західноукраїнської Народної Республіки (ЗУНР) 28 січня 1919 року).
Після того, як головою уряду УНР став Ісаак Мазепа, Панас Феденко став одним із політичних референтів при українській армії (у віці 25 років). Бере також участь у складанні Декларації «Від правительства УНР», а потім бере участь в Першому зимовому поході (6 грудня 1919 — 6 травня 1920).
Просування більшовицьких військ в Україну змусило Панаса Феденка переїхати до Львова, а згодом — до Польщі. В березні 1921 року в місті Тарнові почав працювати Уряд Української Народної Республіки в екзилі (тобто в еміграції), де Панас Феденко був представником від УСДРП. Там само, в Польщі, він став видавати журнали «Вільна Україна» та «Соціалістична думка». Ставлення польської адміністрації до всього українського було вкрай негативним, і тому через деякий час Панас Феденко та Ісаак Мазепа переїжджають до Німеччини.
В українському посольстві в Берліні Панас Феденко робить доповідь про становище населення України після встановлення в країні більшовицької влади. У 1923 році в Берліні з друку виходять його праці «Українська національна та визвольна боротьба», та «Голод в Україні» (в співпраці з Ісааком Мазепою).

## Чеський період

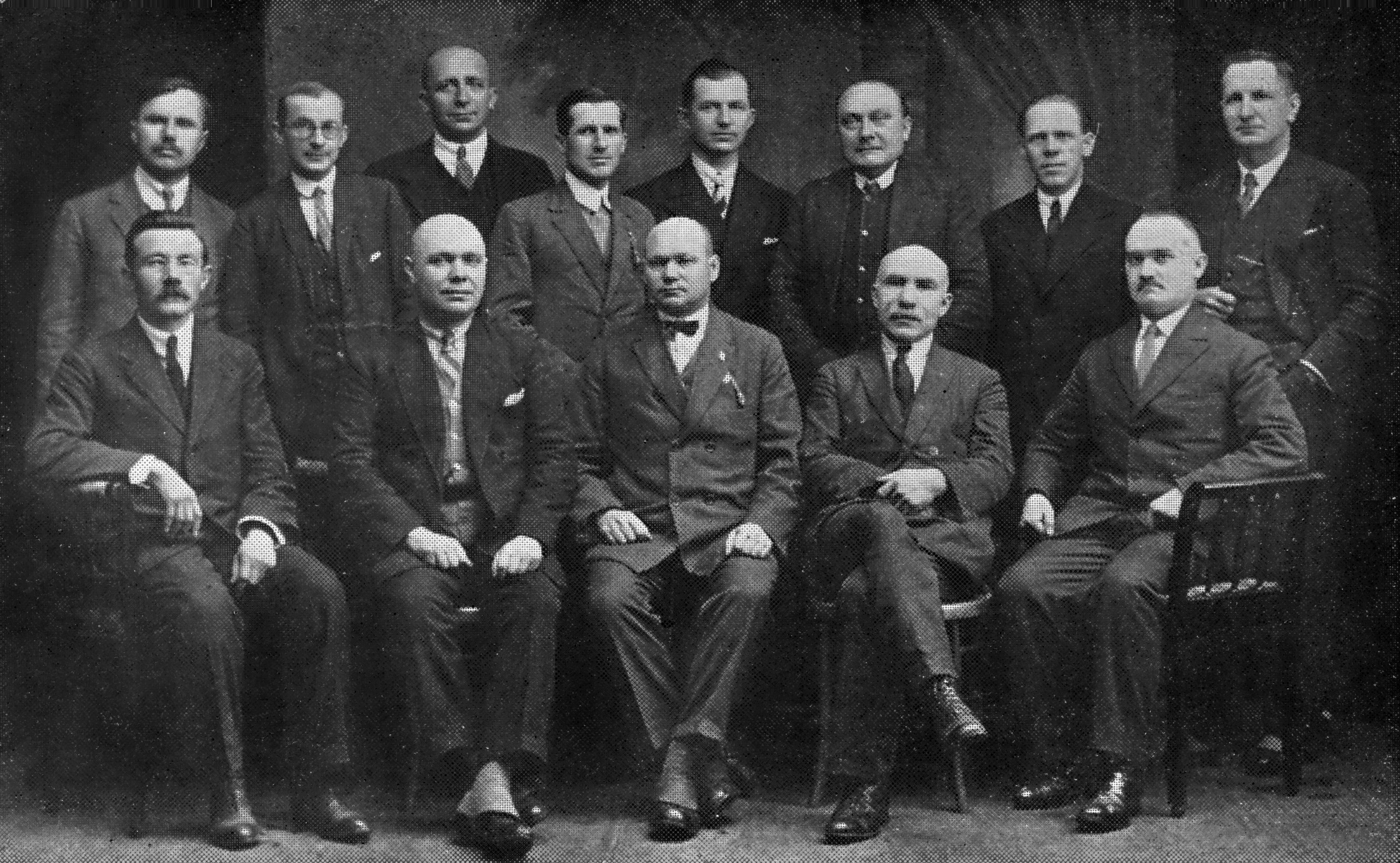
Члени Конференції УСДРП в Подєбрадах 1926 р. Панас Феденко стоїть перший зліва.

З 1923 по 1945 рік Панас Васильович проживає в Чехо-Словаччині, у Празі. Тут він поєднує політичну і наукову діяльність. У 1923 році Феденко захищає докторат на філософському факультеті Українського вільного університету в Празі. З наступного року він на викладацькій роботі в Українському Високому педагогічному інституті імені Михайла Драгоманова, де через деякий час займає посаду завідувача кафедри, а пізніше — декана історичного факультету. В 1932 році він стає доцентом Українського Вільного університету.
Використовуючи наукові бібліотеки та архіви Праги, Феденко отримав необхідні джерела, які допомогли йому дослідити українську історію Козацької доби. Всі його історичні розвідки були високо оцінені провідними істориками того часу. В цей період його діяльності виходять перші фундаментальні дослідження з української політичної історії початку XX століття. Серед таких перших робіт Феденка була книга «Українській громадській рух у ХХ столітті», видана в 1933 році.

## Справа «Спілки визволення України»
Терористичний режим Сталіна ніяк не хотіла давати спокій своїм супротивникам, які перебували в еміграції. На сфабрикованому процесі над «Спілкою визволення України», який проходив у Харкові в 1930 році, фігурували й імена Панаса Феденка та Ісаака Мазепи. Своєрідною відповіддю на це лицемірне дійство більшовицької влади була публікація Феденком у львівській газеті «Діло» відкритих листів, у яких він викриває злочини сталінської тоталітарної системи проти української інтелігенції.

## Німецький відтинок еміграції
Після Другої світової війни Феденко оселяється в Німеччині. Він продовжує свою політичну роботу, бере участь у роботі Української Національної Ради (УНРада) як представник Української Соціалістичної Партії (1950—1967).
У 1951 році видає книгу «Україна, її боротьба за свободу», в якій як безпосередній учасник намагається висвітлити процес національно-визвольних змагань першої половини XX століття.
Після смерті в березні 1952 року Ісаака Мазепи Феденко відходить від політики і всього себе присвячує науково-дослідницькій роботі.

## Лондонський період
Після переїзду до Лондона Феденко з 1952 року починає видавати журнал «Наше слово». Там же через деякий час виходять його книги: «Український рух XX століття», «Ісаак Мазепа — борець за волю України» (написана в пам'ять про свого товариша). Друкуються його літературні твори: «Несмертельна слава» (вийшла в світ під псевдонімом Василь Тирса), «Amor Patriae».

## Повернення до Німеччини
У 1959 році Феденко повертається до Німеччини, де працює в Мюнхені на запрошення Інституту вивчення СРСР. Останні роки життя вже як вчений досліджував еволюцію комуністичного режиму в СРСР і видав низку праць, зокрема: «Марксистські і більшовицькі теорії національного питання», «Соціалізм давній і новочасний», «Нова історія СРСР»…
Помер Панас Феденко у Мюнхені в 1981 році.

## Спадщина
Творчий доробок Панаса Феденка, який довго і бережно зберігала його невістка — Ніна Феденко, передали на зберігання до Національного музею історії України. Серед переданих матеріалів є праці, присвячені дослідженню українського політичного руху початку XX століття, монографії, присвячені пам'яті його найближчого друга і соратника по політичній боротьбі, колишнього голови уряду УНР Ісаака Мазепи, історичні романи тощо.

### Значення
Панас Феденко зробив внесок у розвиток українського соціалістичного руху першої половини XX століття, збереження історико-культурних традицій українського народу.

## Вшанування пам'яті
У місті Кривий Ріг є вулиця Панаса Феденка.
У місті Дніпро вулицю Скрябіна перейменували на вулицю Панаса Феденка.
У 2023 році на честь Феденка назвали провулок в Олександрії.
Про Панаса Феденка розповідає експозиція музею у його рідних Веселих Тернах.

## Праці
- «Життя та діла К. Маркса». Катеринослав, в-во «Каменяр» (1918).
- «Der nationale und soziale Befreiungskampf der Ukraine» (Українська національна та визвольна боротьба" у співавторстві з Ісааком Мазепою, Берлін (1923)
- «Голод в Україні» (співавтор І. Мазепа; 1923)
- «З дипломатичної діяльности Данила Грека» (1929)
- «З історії української революції». — Прага, 1930 (у співавт.)
- «Повстання Нації» // Збірник пам'яти С. Петлюри (1879—1926). — Прага, 1930. — С. 76-109.
- «Політичні плани Я. Коменськоґо та Україна» (1932)
- «Михайло Драгоманов і Пєр Жозеф Прудон» (1932)
- «Українській громадській рух у ХХ столітті» (1933)
- «Український громадський рух у XX ст.». — Подєбради (1934)
- Автор статтей в «Українській загальній енциклопедії». — Львів–Станиславів–Коломия, 1935:
  - «Історія України від 1648»
  - «Наддніпрянщина XIX в. до 1914»
  - « Наддніпрянщина від 1914»
  - «Наддніпрянська еміграція після 1919–20»
- «Історія соціяльної та політичної боротьби в Україні» (1935)
- «Українське національне відродження в XX ст.» (1936)
- «Nationalitätenfrage in der Sovietunion» (1937)
- «Ukraine, Her Struggle for Freedom» («Україна, її боротьба за волю») (1951)
- "Суспільні та політичні рухи в Україні. — Париж, 1953
- «Несмертельна слава» / Лондон: вид-во «Наше Слово», 1954
- «Ісаак Мазепа: Борець за волю України» / Лондон: вид-во «Наше Слово», 1954. — 228 с.
- «Україна після смерти Сталіна». — Мюнхен, 1956
- «Головний Отаман. Із культурної та політичної діяльности Симона Петлюри». Мюнхен-Лондон: «Наше Слово», 1956. — 42 с.
- «Україна в XX ст.» (1959)
- «Український рух у ХХ столітті». Лондон: «Наше Слово», 1959 р., 267 с.
- «Марксистські і большевицькі теорії національного питання», Мюнхен, 1960
- «Amor patriae (Любов до Батьківщини)» (1962)
- «Соціалізм давній і новочасний» / Лондон: вид-во «Наше Слово», 1968
- «Минуло півстоліття: Зимовий Похід Армії Української Народної Республіки 1919—1920 рр.». — Нью-Йорк, 1972.
- «Ісаакові Мазепі на вічну пам'ять» / Лондон, 1973
- «Нова історія СРСР»
- «Історія революції (1917—1921)». Т. 1 : Центральна Рада. — Б. м. : б. в., 19–?. — 29 с.]

Публіцистичні статті на історичні і політичні теми.
Автор історичних повістей з козацької доби:
- «Гомоніла Україна…». — Прага : Видавництво Юрія Тищенка, 1942. — 366 с.,
- «Гетьманів кум» (1943, головний герой Михайло Кричевський);
- «Несмертельна слава» (1953, під псевдонімом В. Тирса),
- «Amor Patriae» (1962).

### Твори Феденка
- Михайло Драгоманов і Пєр Жозеф Прудон (1932)
- Марксистські і большевицькі теорії національного питання (1960)
- Рец. на кн. Мілована Джіласа «Розмови з Сталіном» (1962)
- Півстоліття ОУН (1979)

### Про нього
- Феденко Панас (Опанас) Васильович // Україна в міжнародних відносинах. Енциклопедичний словник-довідник. Випуск 6. Біографічна частина: Н–Я / Відп. ред. М. М. Варварцев. — К.: Ін-т історії України НАН України, 2016. — с.269-272